# 謝嘉賓
謝嘉賓（？—1646年），廣東潮州府揭阳县人，明朝政治人物，舉人出身。
萬曆四十六年戊午科舉人，官臨武縣知縣，死難劉公顯劫掠揭陽。